# Городская усадьба Зельина — Безсоновой
Городская усадьба Н. Е. Зельина — В. А. Безсоновой находится в Москве на пересечении Гончарной улицы и 1-го Гончарного переулка по адресу д. № 35/5, стр. 1 (станция метро «Таганская»). Перестраивалась по проекту архитектора В. Д. Адамовича[когда?]

. Имеет статус объекта культурного наследия федерального значения.

## Описание
Усадьба в ампирном стиле была построена в 1830-х годах, во 2-й половине XIX века перестраивалась. Возможно, что существующий дом являлся флигелем усадьбы, а главный дом не сохранился. В лепнине фронтона присутствуют птицы (орлы?), военная атрибутика и музыкальная лира (или арфа). Лиры с орлиными головами есть и на лепном фризе, тянущемся под самой крышей здания; по краям лепнины прячутся небольшие хищники.
На доме имеется мемориальная доска.
Вероятно, за домом находились службы. В 1920-х годах конюшни были переделаны в жильё для строителей.
Ампирная ограда усадьбы, декорированная аркатурой, частично разрушилась, провалившись в середине апреля 2016 года в вырытый рядом котлован.

## Владельцы
Одним из владельцев дома был купец Н. Е. Зельин, в 1841 году бывший церковным старостой в Церкви Димитрия Солунского в усадьбе Дмитровское. Следующая владелица, Варвара Андреевна Безсонова, унаследовала дом в конце XIX века. После революции он был национализирован. 

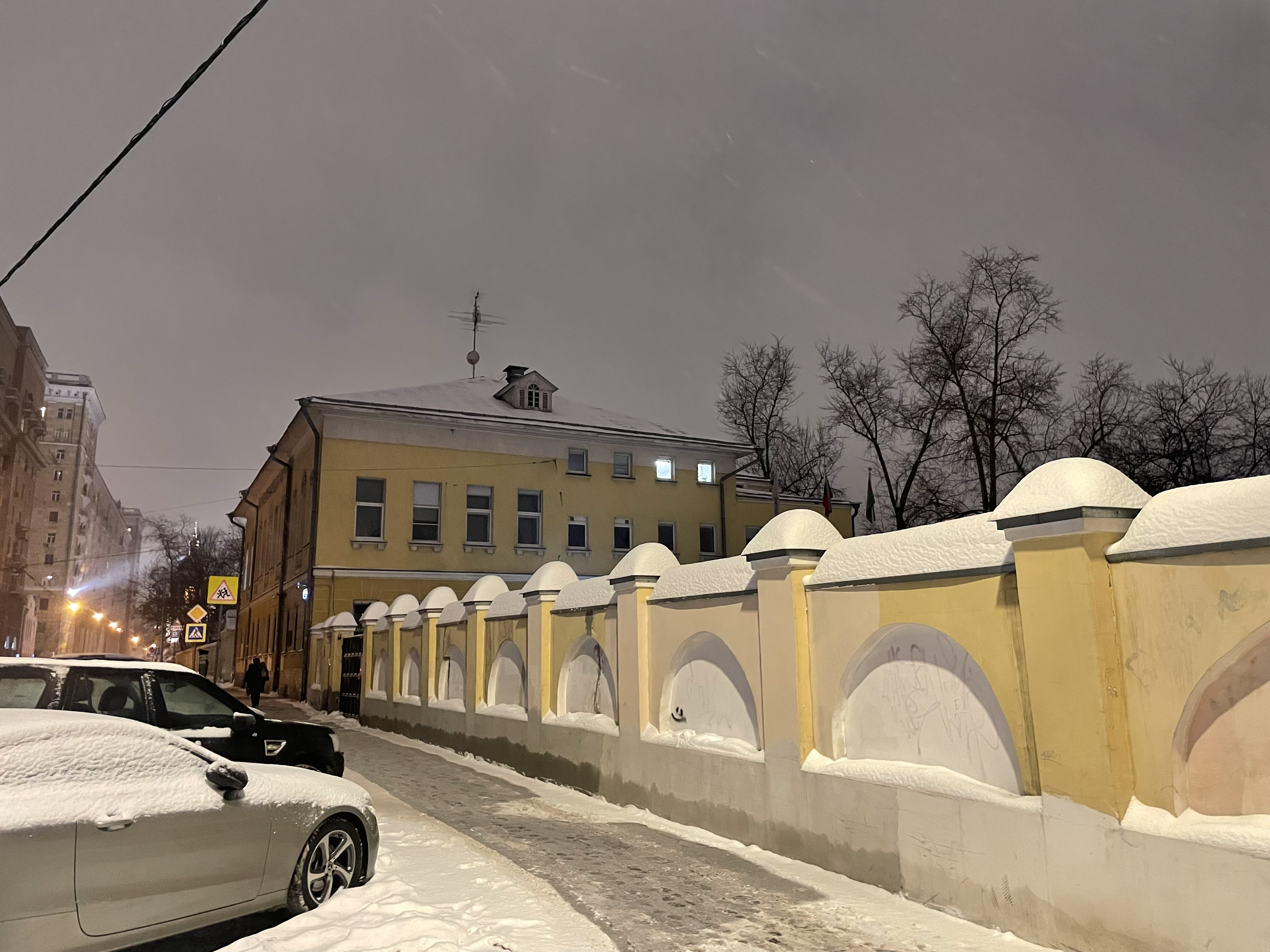

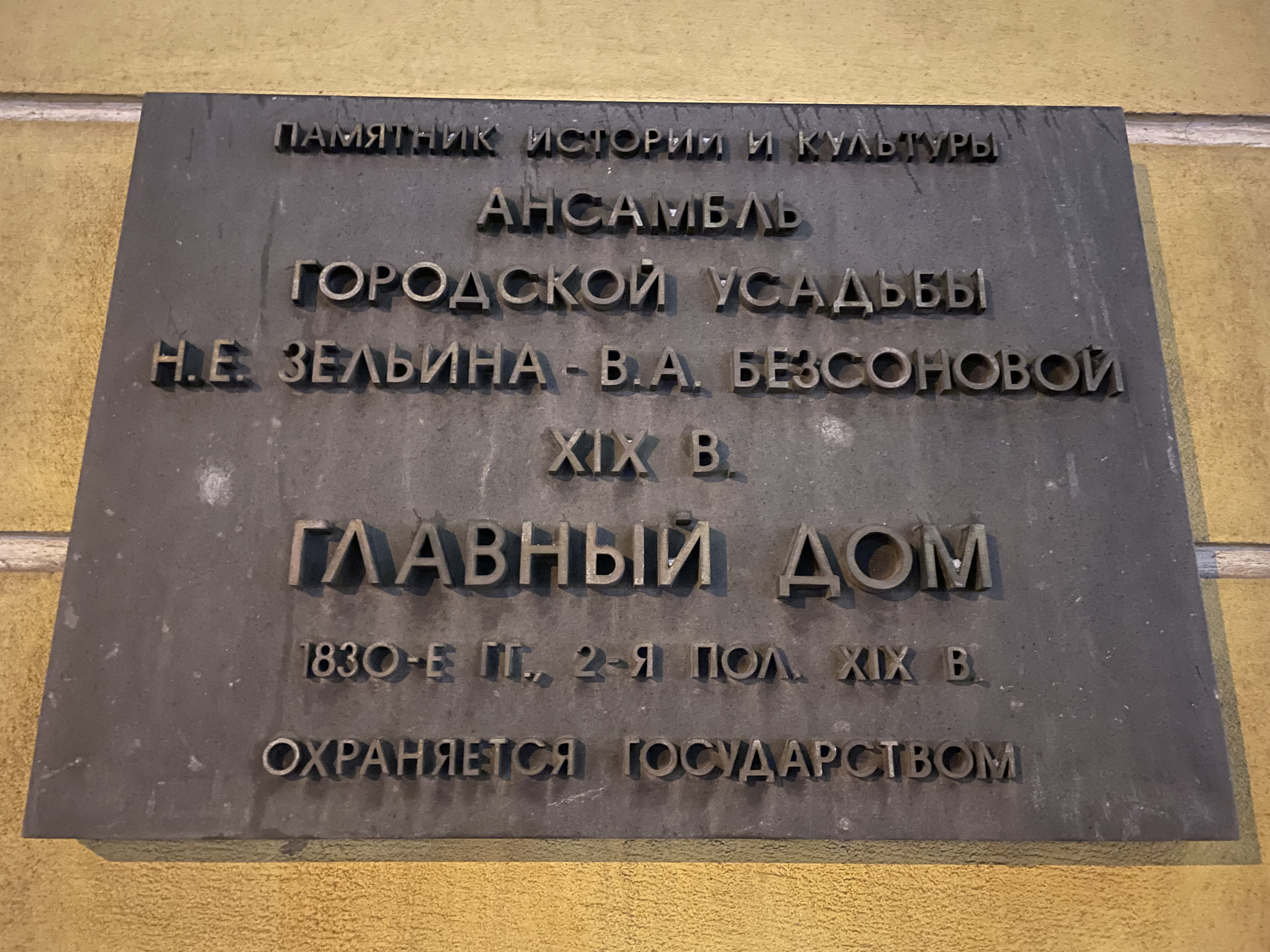

Ныне здание общей площадью 1025 м² занимает бизнес-центр «Гончарная».